# Marian Tomasiak
Marian Tomasiak (ur. 1948) – polski naukowiec, biochemik, profesor nauk medycznych.

## Życiorys
W 1971 rozpoczął pracę na Akademii Medycznej w Białymstoku. W 1977 pod kierunkiem dr hab. Wiktora Rzeczyckiego z Zakładu Biochemii AMB obronił pracę doktorską "Uszkodzenie mitochondriów a efekt Pasteura" uzyskując stopień naukowy doktora nauk medycznych. W  1995 na podstawie osiągnięć naukowych i złożonej rozprawy "Rola wymieniacza Na+/H+ w procesie aktywacji płytek krwi świni" otrzymał stopień naukowy doktora habilitowanego. W 2008 uzyskał tytuł profesora nauk medycznych.
Do 2018 pełnił funkcję kierownika Zakładu Chemii Fizycznej UMB.
Odznaczony Srebrnym Krzyżem Zasługi (2001).